# Rapsodia ungherese
Rapsodia ungherese (Ungarische Rhapsodie) è un film muto tedesco del 1928 diretto da Hanns Schwarz.

## Produzione
Il film fu prodotto dall'Universum Film (UFA).

## Distribuzione
Distribuito dall'Universum Film (UFA), il film uscì nelle sale cinematografiche tedesche il 5 novembre 1928.